# Carcelia frontalis
Carcelia frontalis là một loài ruồi trong họ Tachinidae.